# Ernst Schneider (Politiker)
Ernst Schneider (* 19. Oktober 1850 in Wien; † 17. Juli 1913 ebenda) war ein Gewerbetreibender und antisemitischer Politiker in Österreich-Ungarn.
Der gelernte Mechaniker betrieb in Wien ein Handwerksunternehmen für astronomische und physikalische Präzisionsinstrumente und erfand unter anderem ein neuartiges Fernrohr für militärische Zwecke.  Ab 1878 war er in der Wiener Mechanikergenossenschaft in führenden Positionen tätig. Um 1880 begann seine politische Karriere im Kampf gegen die liberale Gewerbeordnung von 1859. Er profilierte sich als Vertreter der Kleingewerbetreibenden, wobei er den Antisemitismus als politische Waffe einsetzte.  Als führender Vertreter der Gewerbepolitik hatte Schneider ab Ende der 1880er Jahre Anteil an den Aktivitäten, die zur Gründung der Christlich-Sozialen Partei führten, er gehörte zur Führung des mittelständisch und antisemitisch orientierten Österreichischen Reformvereins. 1890 wurde er in den Niederösterreichischen Landtag gewählt, wo er als Obmann des Gewerbe- und des Eisenbahnausschusses fungierte. 1891–1907 war er Abgeordneter des Abgeordnetenhauses des Reichsrates, wobei er nicht nur durch diverse politische Eskapaden wie Stimmzettelmanipulationen negativ auffiel, sondern sich auch durch vulgäre antisemitische Ausfälle einen Namen machte. So sagte er etwa, man möge ihm ein Schiff geben, auf dem sämtliche Juden zusammen gepfercht werden könnten; er wolle es aufs offene Meer hinauslenken, dort versenken und, wenn er nur gewiss sei, dass der letzte Jude ertrinke, selbst mituntergehen, um so der Welt den denkbar größten Dienst zu erweisen. Innerhalb seiner Partei gelang es ihm nie, in die Führungsriege aufzusteigen.
Er und seine Frau Bertha (1857–1939) ruhen in einem Ehrengrab auf dem Wiener Zentralfriedhof.